# Holly Hill (Karolina Południowa)
Holly Hill – miasto w Stanach Zjednoczonych, w stanie Karolina Południowa, w hrabstwie Orangeburg.